# Намордник

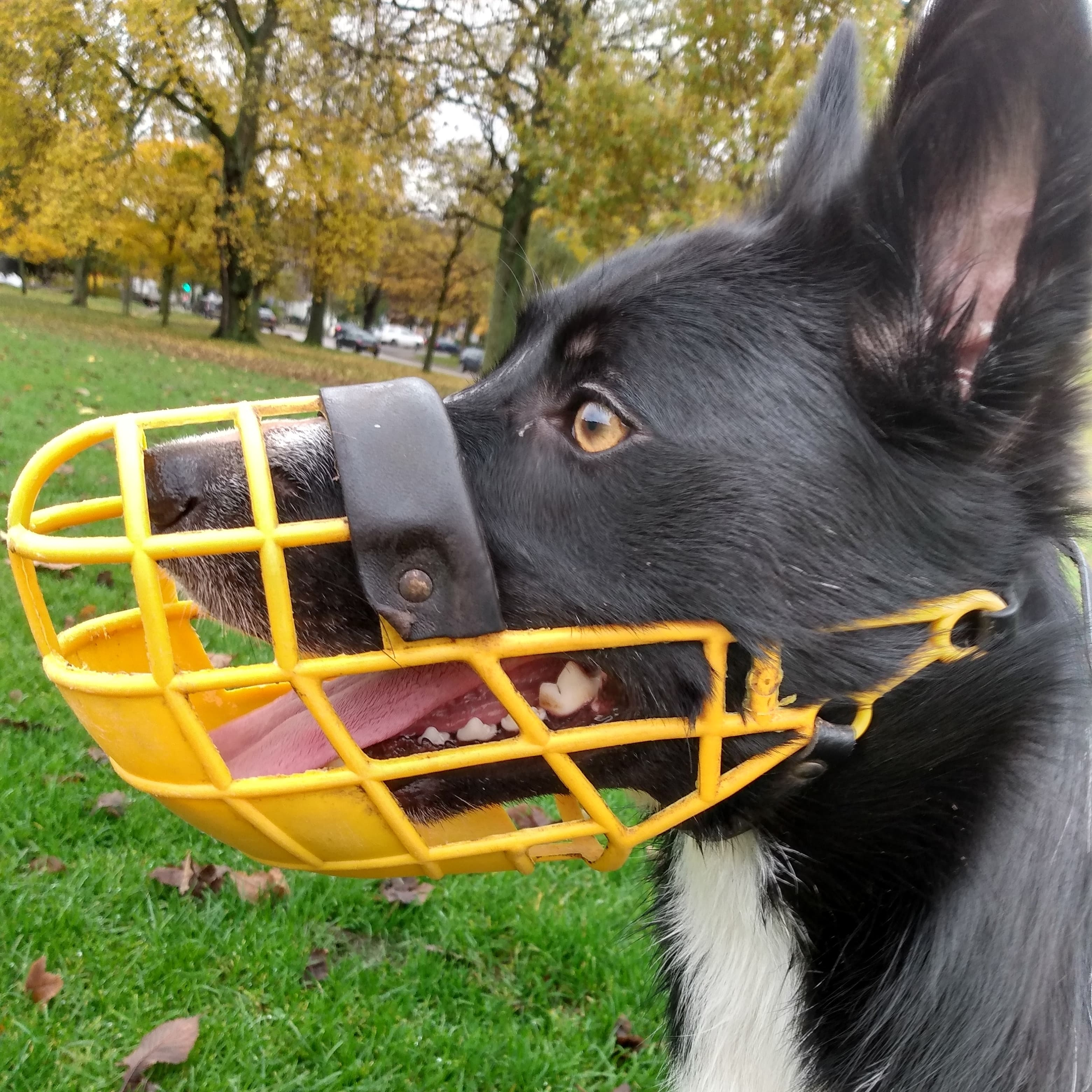
Собака в наморднике

Намордник (от «морда») — приспособление, род оброти, узды, ременной, проволочной и прочей, надеваемое (закрепляемое) на морду (пасть) животных, чтобы они не кусались, не рыли землю, не сосали маток и т.п.. Другие названия — нарыльник (от «рыло»); озевник (от «зевать»); нагубник (от «губы»).

## Назначение

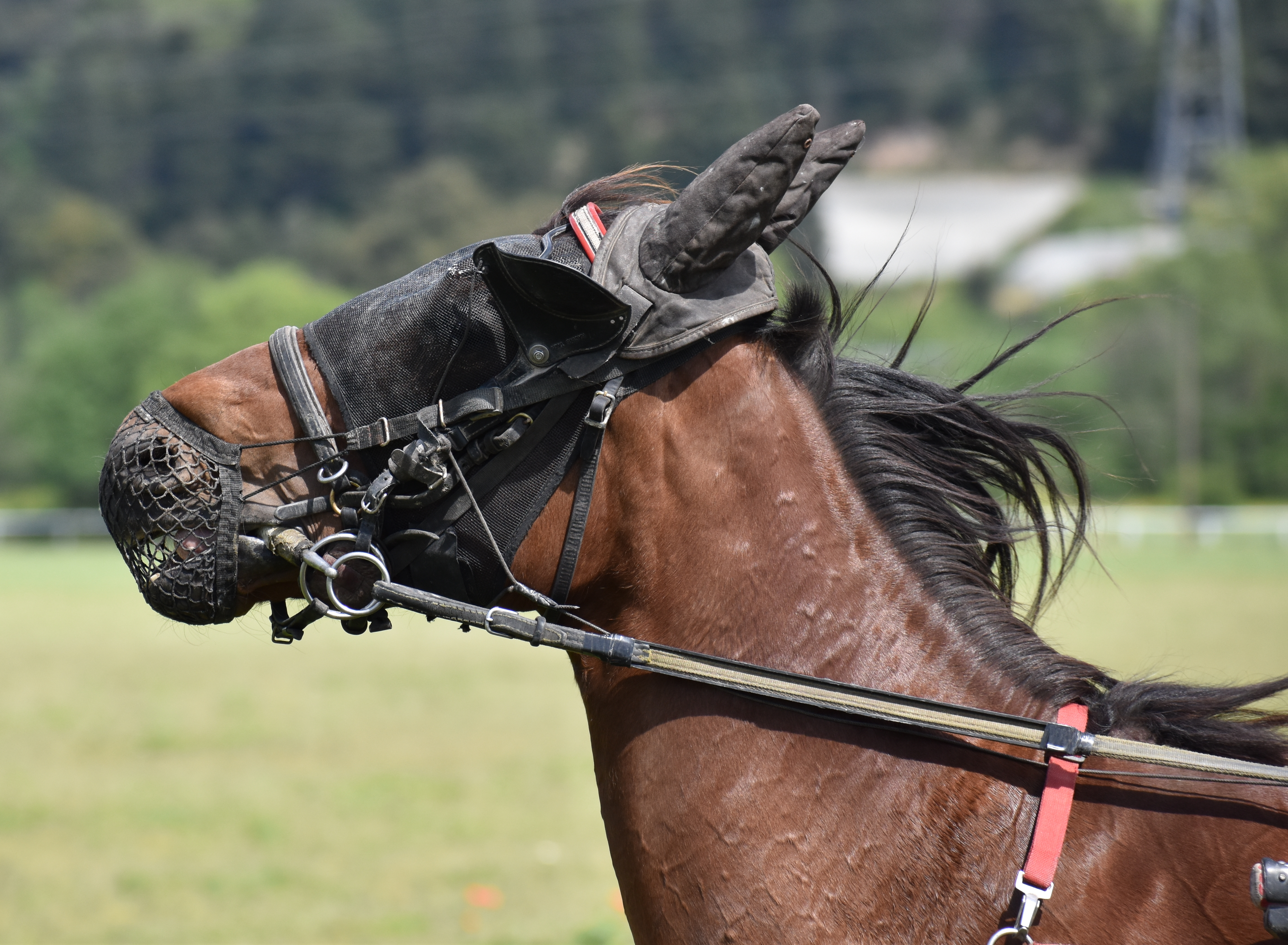
намордник для лошади

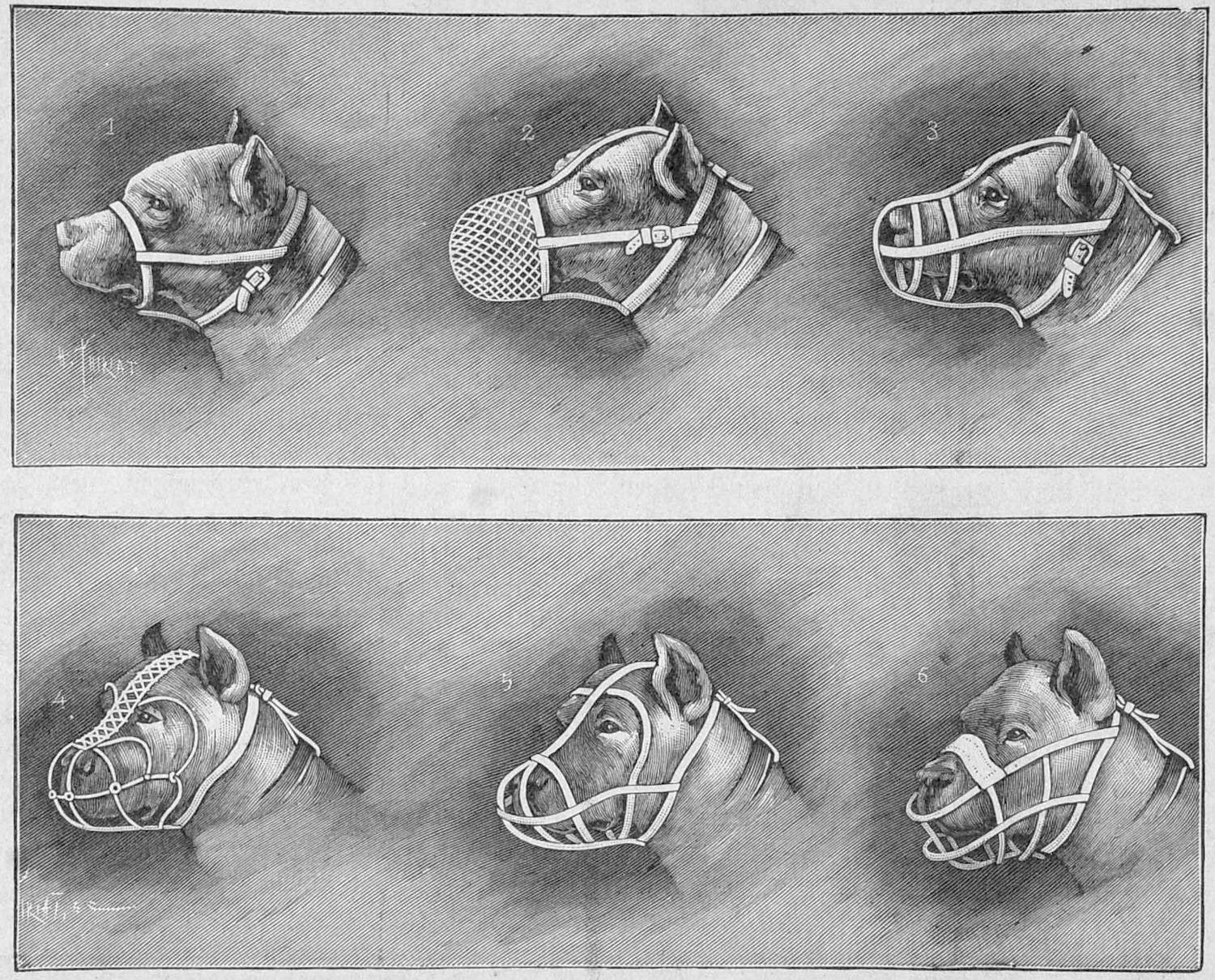
разные виды намордников рисунок 1893 года

Намордник предотвращает широкое открытие пасти, применяется для предотвращения укусов и/или питания со стороны домашних животных (наиболее распространено для собак, также используется для лошадей, ослов и пр.). Намордник ограничивает открытие пасти, не позволяет животному кусать (и как следствие — есть) и самостоятельно снимать намордник, но не препятствует дыханию.
Функция:
- Для собак — предотвращает возможность собаки укусить людей или других собак, в комбинации с ошейником и поводком обеспечивает достаточный контроль за собаками опасных пород, может предотвратить поедание собакой отравленной или вредной еды.
- Для лошадей — для ограничения питания (в случае болезни) и для предотвращения укусов.
- Для коров — для отучения телят от вымени[7]. Для крупного рогатого скота вообще — при перегоне, для предотвращения поедания им чужих посевов[8] (этот метод известен с древности, см. например «Волам надевали намордник, когда их вели на пастбище, дабы они не причинили кому-либо по дороге вреда, по приходе на пастбище намордник снимался (Шабб., 53а).», цитируется по Еврейская энциклопедия Брокгауза и Ефрона, статья «Скотоводство»).
- Для овец — придуман австралийским социальным работником Дэвидом Робертшоу для борьбы с сорняками в виноградниках. Имеет конструкцию, которая открывается, когда животное опускает голову вниз и закрывается, когда смотрит вверх. Благодаря такой конструкции овцы могут есть сорняки, но не виноградную лозу[9][10].

## Устройство
Классификацию собачьих намордников можно разделить на четыре основных показателя:
- тип;
- назначение;
- материал, из которого изготовлен;
- особенности, зависимые от породы собак.

Намордники как правило бывают трёх разновидностей:
1. Глухие — в основном, используются для агрессивных животных, так как не позволяют открывать пасть[12], также в закрытом наморднике собака не сможет слизнуть что-то с земли[11]. Однако, из-за того, что собака не может высунуть язык нарушается теплообмен и при длительном использовании в жаркую погоду животное может получить тепловой удар[11].
2. Решётка на морду (часть морды) с удерживающим хомутом на затылке (шее) животного.
3. Петля из эластичной прочной ленты, намотанной на пасть.

В зависимости от используемого материала намордники бывают: кожаные, нейлоновые, пластиковые, металлические, синтетические.

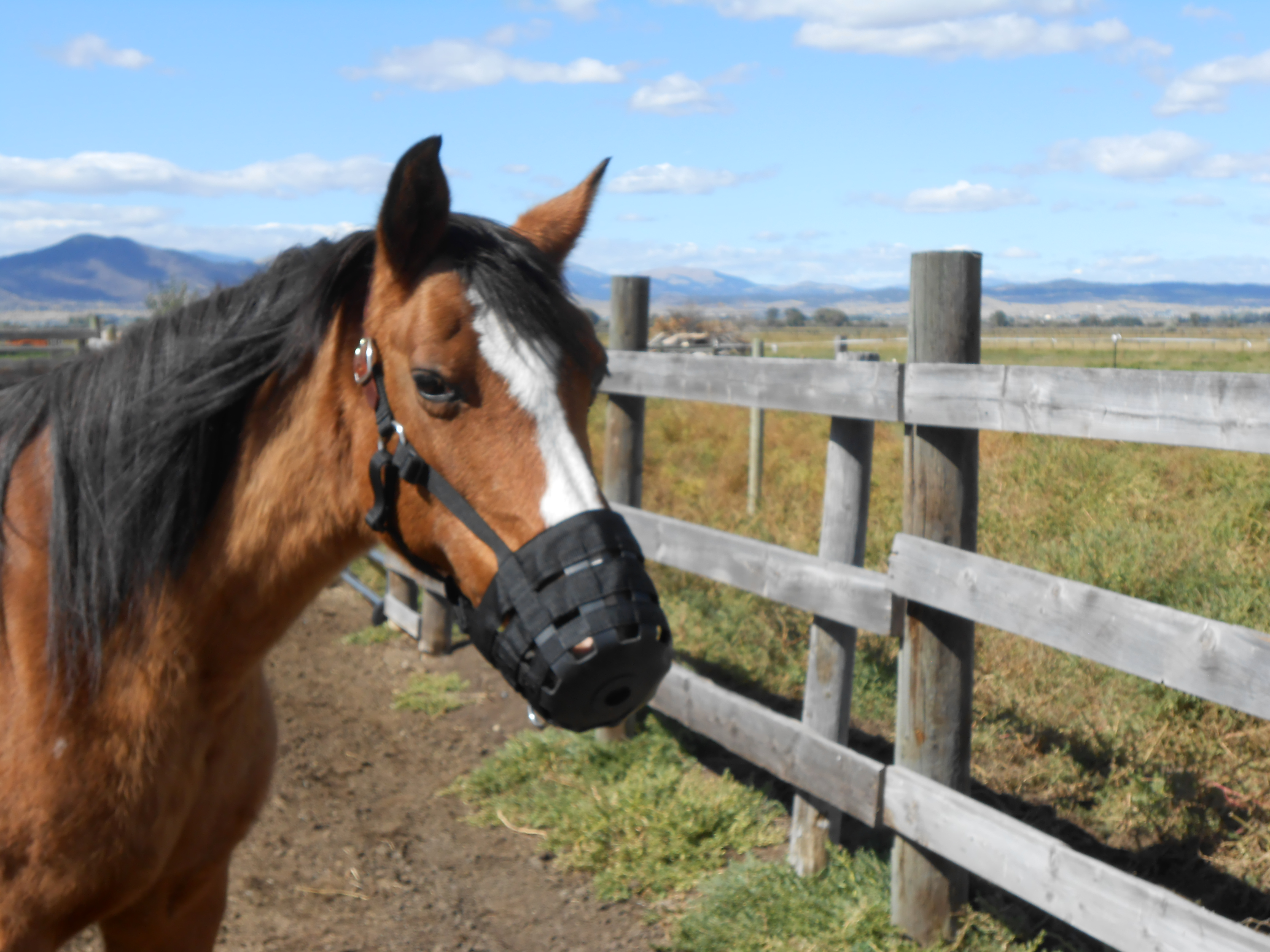
Лошадиный намордник
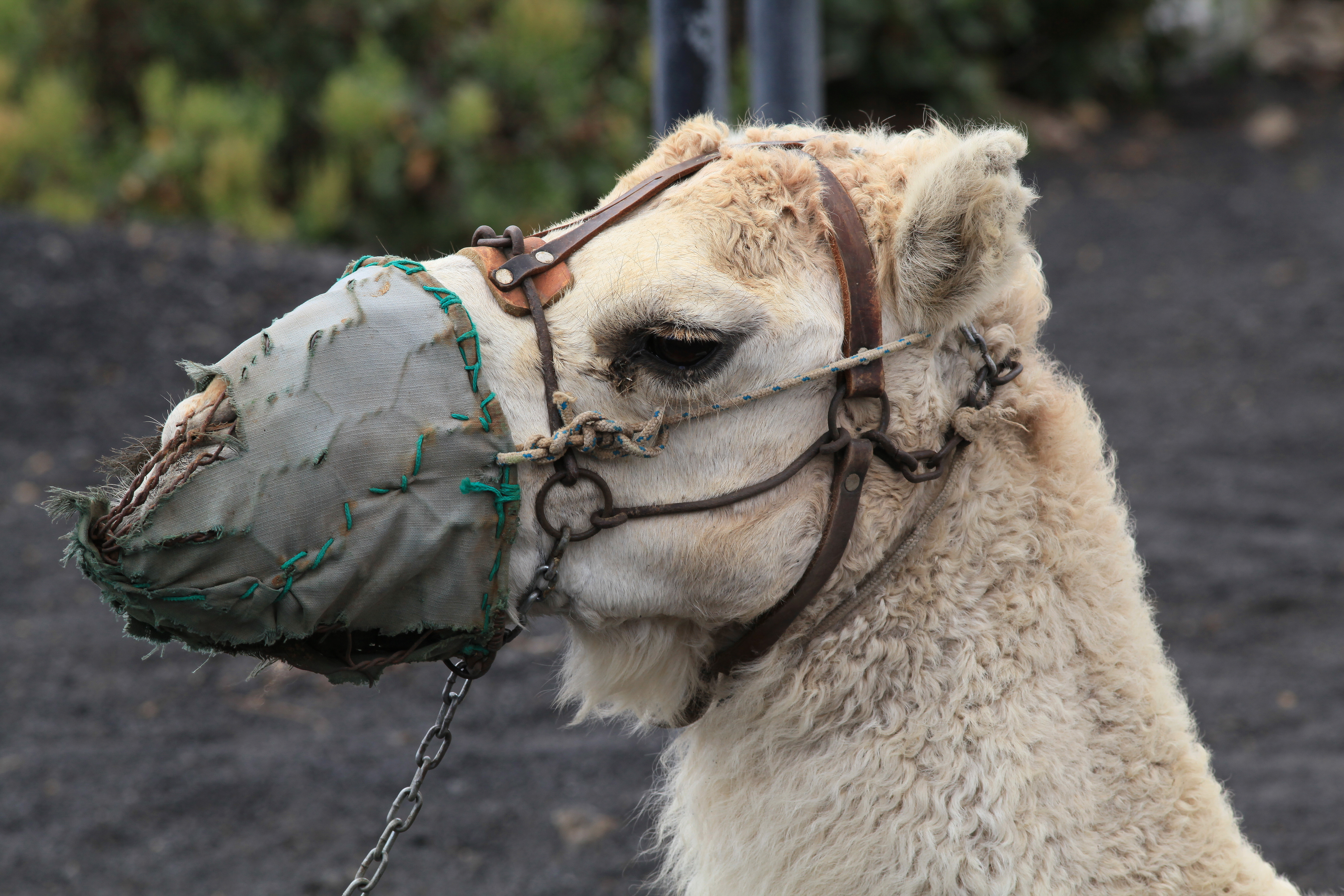
Верблюд в наморднике
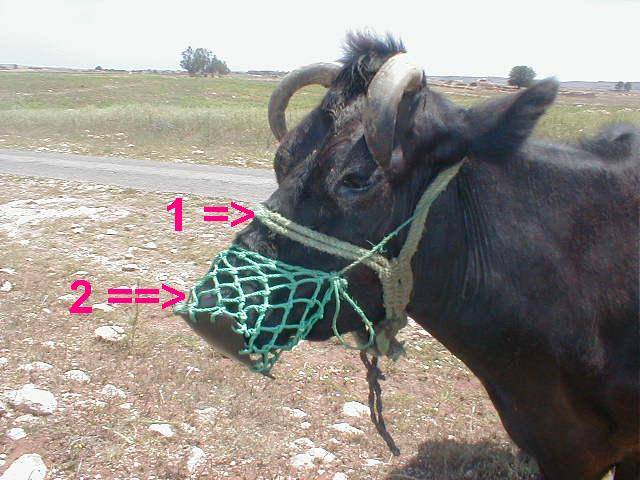
Корова в наморднике-сетке
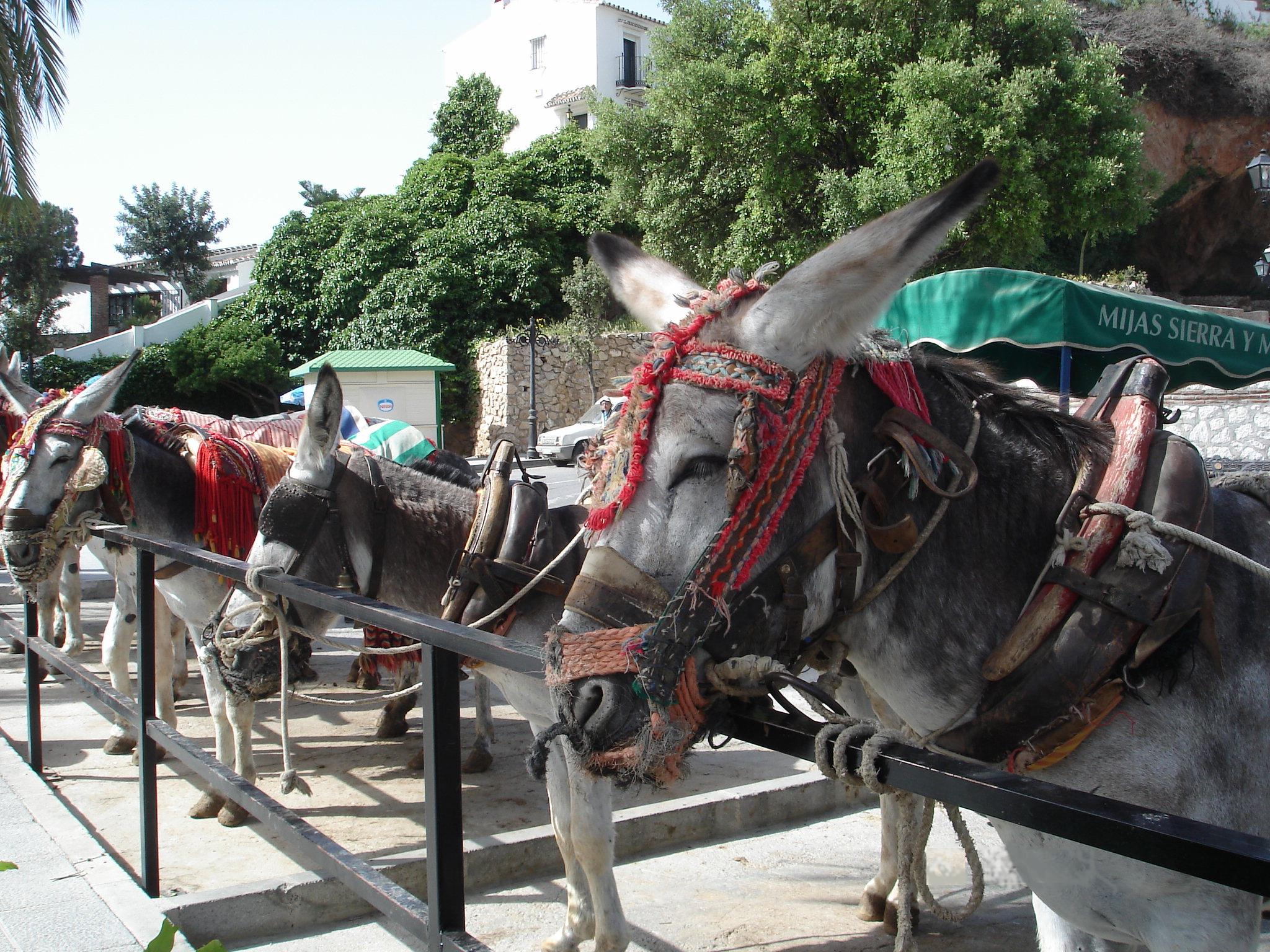
Осёл в наморднике{{подст:АИ}}
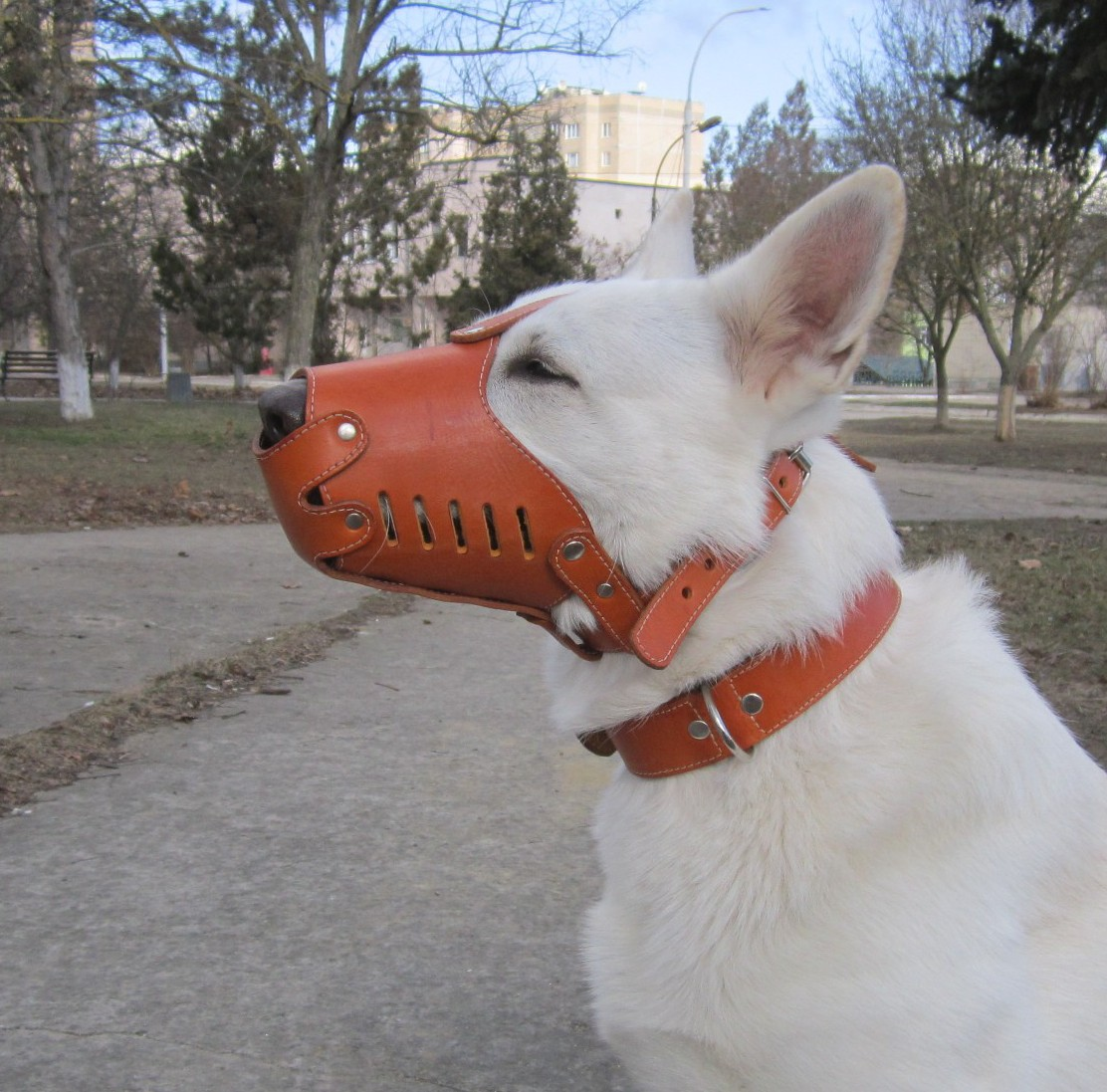
Собака в кожаном глухом наморднике.
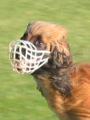
Намордник-сетка на собаке
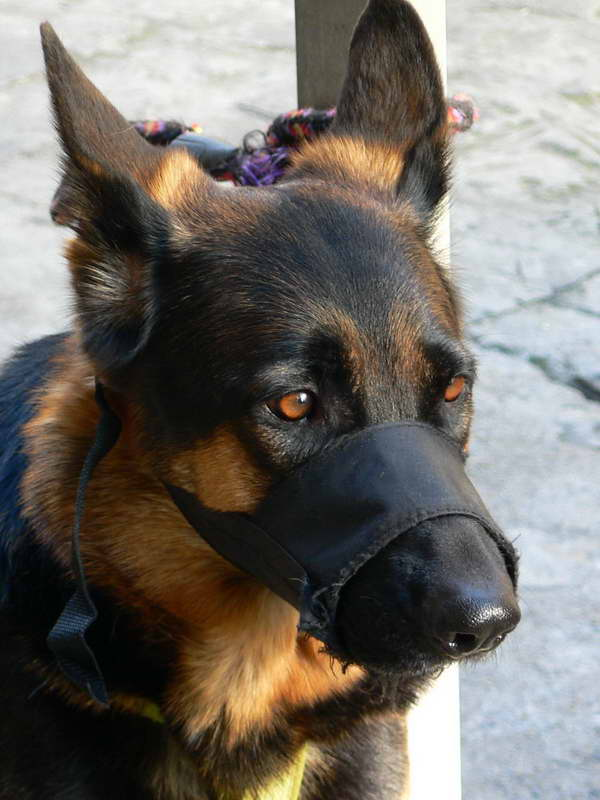
Намордник петлёй

## Приручение к наморднику
Собак приучают к наморднику постепенно, добиваясь того, чтобы животное не оказывало сопротивление при надевании намордника и не пыталось его снять. Используются различные приёмы, включающие лакомство внутри намордника и положительное стимулирование, закрепляющее связь намордника с прогулкой. Намордник подбирается по размеру головы щенка, животному будет удобно, если оно сможет держать рот открытым.

## Законодательное регулирование собачьих намордников

### Россия
В Санкт-Петербурге действует Статья 8-1. Нарушение правил содержания собак Закона Санкт-Петербурга от 31.05.2010 N 273-70, регулирующий правила выгула собак и использование намордника для них.
Собаки, используемые в караульной службе, должны быть обязательно в намордниках (см. «1. Общие положения», «Об утверждении общевоинских уставов ВС РФ»).
По правилам перевозки животных в автобусах пригородных и междугородных сообщений намордник обязателен при перевозке служебных и охотничьих пород собак, что регламентируется «Правилами перевозок пассажиров и багажа автомобильным транспортом и городским наземным электрическим транспортом» и Федеральным законом «Устав автомобильного транспорта и городского наземного электрического транспорта»).

### Украина
Законодательством Украины предусмотрены правила содержания собак в людных местах, согласно которым собака должна всегда находиться на поводке и в наморднике (ст. 154 Кодекса об Административных Правонарушениях). За нарушение с владельца могут взыскать штраф, конфисковать собаку. А в случае нападения владельца могут посадить.

### Белоруссия
Согласно «Правилам содержания домашних собак, кошек, а также отлова безнадзорных животных в населённых пунктах Республики Белоруссия» собаки старше трёх месяцев и ростом более 25 сантиметров в холке в местах общего пользования должны выводиться в наморднике.

### Германия
В большинстве городов ношение намордника на улице обязательно для собак бойцовских пород (из числа разрешённых пород).

## Критика
По мнению некоторых собаководов намордник не всегда может обезопасить людей от нападения собак, так как крупное животное может нанести раны ударами тяжёлого намордника. Кроме того, сам намордник не всегда безопасен для самой собаки, так как может затруднять доступ воздуха и провоцировать тепловые удары в жаркую погоду.